# Red Cloud Agency
Koordinaten: 43° 1′ 32″ N, 102° 33′ 23″ W

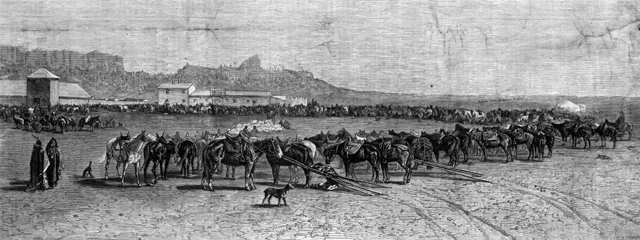
Red Cloud Agency. Zeichnung von Ivan Pranishnikopf (1846–1910), nach einem Photo. Erschien in Harper’s Weekly am 18. Mai 1876.

Red Cloud Agency, heute Pine Ridge Agency ist ein Stützpunkt des Bureau of Indian Affairs, einer Abteilung des amerikanischen Innenministeriums in Pine Ridge, South Dakota Verwaltungstechnisch ist der Stützpunkt für die  Pine Ridge Reservation und für die Angehörigen der Oglala Sioux Indianer zuständig.
Nach eigenen Angaben betreut der Stützpunkt 46.855 Personen und verwaltet 2,1 Mio.  Acres Land, was 8498,7 km² entspricht. Die Red Cloud Agency wurde nach dem Abschluss des Vertrag von Fort Laramie 1868 am North Platte River im heutigen Wyoming gegründet. Im August 1873 zog die Agentur nach Dawes County am Rande der Gemeinde Crawford im nordwestlichen Nebraska um. Die Red Cloud Agency wurde im Oktober 1877 an den White River nach South Dakota verlegt und in "Pine Ridge Agency" umbenannt. Ihr ursprünglicher Name stammt von dem Oglala Häuptling Red Cloud. Die Red Cloud Agency spielte eine wesentliche Rolle in den Sioux-Kriegen und bei der Unterdrückung der Geistertanzbewegung. Das Massaker bei Wounded Knee (Lakota Chankpe Opi Wakpala) 1890 fand auf dem Gebiet des Stützpunktes statt. Im Laufe der Zeit trat die Agency viele Aufgaben an die Reservatsverwaltung ab. Sie ist aber weiterhin für die Verwaltung der Ländereien, besonders für die Verpachtung an Stammes-Mitglieder und Nicht-Stammes-Mitglieder zuständig.
Auch regelt sie die Sozialhilfe und betreibt die Feuerwehr des großen Reservat-Gebietes. Auch die Straßenverwaltung untersteht dem Stützpunkt. Von 1972 bis 1976 kam es zu landesweit beachteten Zwischenfällen und Gewalttaten auf dem Gebiet des Stützpunktes, einem der ärmsten Gebiete der USA, siehe (Dick Wilson und American Indian Movement).